# Himertosoma madecassum
Himertosoma madecassum är en stekelart som först beskrevs av André Seyrig 1932.  Himertosoma madecassum ingår i släktet Himertosoma och familjen brokparasitsteklar. Inga underarter finns listade i Catalogue of Life.